# Humbert de Montchal
Pour les articles homonymes, voir Montchal (homonymie).
Humbert de Montchal, ou de Montchenu,  mort  en 1395, est un prélat français du XIVe siècle.

## Biographie
Humbert de Montchal est issu d'une famille noble du Forez. Il est le fils de Falques III, seigneur de Montchenu, et d'Alix Alleman.
L'empereur Charles IV, dans un voyage qu'il fait à Paris en 1378, concède au dauphin, Charles II (depuis roi Charles VI), fils de son neveu le roi Charles V, le titre de vicaire de l'empire dans le Viennois et dans les provinces du royaume d'Arles, avec la révocation de la juridiction dont l'archevêque de Vienne et son chapitre jouissent dans la ville. Le jeune dauphin nomme son lieutenant au vicariat, Bouville, qui est déjà gouverneur.  Les habitants, alarmés de la perte de leur liberté, veulent faire quelque résistance, mais quelques maisons brûlées et la vie qu'il en coûte à plusieurs citoyens intimident le reste et Bouville demeure le maître. On lui rend le château de Pipet.[pertinence contestée]